# Objectif socialiste
Objectif 72, puis Objectif socialiste, est le nom d'un mouvement initié par Robert Buron en 1966 et repris par André Jeanson à la mort du précédent. Pour Gaëlle Hadjaoui, ce fut « une structure d’éducation politique et de transition vers le PS. Selon les itinéraires, le groupe a permis à un ensemble de chrétiens issus du Mouvement républicain populaire (MRP), de l’action syndicale (CFDT), de l’associatif, le passage au PS de tradition si anticléricale ». Ce mouvement aura aussi une variante en Belgique sous le nom d'Objectif 72 Belgique-Wallonie.

## Histoire
En raison de l'atlantisme et du Centre démocrate, créé en 1966 par Jean Lecanuet qui prend la suite du MRP, Robert Buron s'oriente vers une voie qui lui semble plus compatible avec sa conception du catholicisme social. Il lance le mouvement fonctionnant comme club de réflexion Objectif 72 en novembre 1966. Le premier appel à ce groupe débute le 20 juin 1965 dans le 20e arrondissement de Paris chez Jean-Pierre Prévost. 
Le 72 correspond à l'année 1972, théoriquement celle de l'élection présidentielle qui aurait dû se tenir si le général de Gaulle aurait accompli son septennat après sa réélection en 1965. Les participants espéraient alors à l'unité de la gauche démocrate et socialiste. Comme l'indique une de ses publications, ce n'est ni un parti, ni un club.
Le mouvement s’implante dans la terre d'élection de Robert Buron : la Mayenne, mais aussi dans une quarantaine de départements avec des militants syndicalistes, cadres, enseignants… L'audience la plus importante se situe dans la région parisienne, puis les Bouches-du-Rhône, la Drôme, l'Isère, la Loire-Atlantique et le Nord.

## Union de la gauche?
Dès 1967, Robert Buron parle de l’option socialiste et fédéraliste de son mouvement et considère l'union de la gauche avec les communistes comme inéluctable. Il influence ainsi un certain nombre de membres de l’ancien MRP et nuit au Centre démocrate dont le nombre de députés baisse en 1968. 
À l'initiative de Jacques Robin et Robert Buron, en 1967, Objectif 72 organise, à Pantin, un colloque, où sont invités Edgar Morin, Henri Laborit, etc. C'est l'origine du Groupe des dix.
Jean Offredo est secrétaire national du mouvement Objectif 72 de 1969 à 1973. Le mouvement va au fur et à mesure s'éloigner de la mouvance démocrate-chrétienne qui évolue pour lui dans un sens trop conservateur. L'action au sein des Groupes d'action municipale favorise au contact des membres du PSU entre autres, l'évolution du mouvement vers la gauche. 
Objectif 72 ne fonctionne pas comme un parti, mais se pose comme un auxiliaire de ceux-ci, prêt à les rejoindre lorsque les circonstances sont prêtes. Le mouvement renonce à présenter des candidats aux élections législatives de 1967 provoquant une période de remise en cause et de dissensions. Après 1968, les militants se prononcent pour une société socialiste, et n'hésitent pas à reprendre le terme de lutte des classes. Le mouvement ne donne pas de consigne de vote en 1969, et reste en butte à des problèmes d'orientation politique, hésitant l'autonomie et le rapprochement avec les autres forces de gauche.
En 1970, le comité de liaison et d’action fédéraliste (CLAF) mené par Gérard Fuchs et Marc Heim se dissous, et invita ceux qui avaient suivi son action à rejoindre les rangs d’Objectif 72.
Robert Buron amorce un rapprochement avec le Parti socialiste en pleine recomposition. Le 18 mars 1971, Robert Buron participe à Paris à un grand meeting d'union de la gauche avec les dirigeants du PCF et du Parti socialiste. Il lance un appel aux chrétiens à rallier la gauche. Le mouvement n’a pas de politique établie pour les élections municipales de 1971.

### Congrès d'Épinay
En vue du congrès d’Épinay, Objectif 72 se rapproche d'autres organisations de gauche : Citoyens 60, Technique et Démocratie, le mouvement La Vie nouvelle afin de peser davantage à l’intérieur du nouveau parti. Il y a l'idée de maintenir des colloques en dehors des négociations d’états-majors. 
Robert Buron participe au congrès d'Épinay, et adhère en compagnie de plusieurs de ces membres au Parti socialiste en juin 1971. La motion des chrétiens de gauche Vie nouvelle / Objectif 72 recueille 0,5 % des suffrages, elle n'est d'ailleurs pas signée par Robert Buron. Objectif 72 voit ainsi la moitié de ses membres adhérer au PS dès 1971, sans obtenir de représentation spécifique. Ils s'intègrent au Parti Socialiste, constituant même une composante de son aile gauche.

### Objectif socialiste
Le club de réflexion prend ensuite, en novembre 1971, le nom d'Objectif socialiste, à la suite de la fusion avec le Centre de recherches et d'initiatives socialistes (CRIS) d'André Jeanson, et du courant Front Socialiste de la CIR qui ne veulent pas rejoindre François Mitterrand dans le Parti socialiste au contraire de Robert Buron : André Jeanson, Gérard Fuchs, Maurice Buttin. 
Il s'agissait alors de continuer à s'associer au mouvement de la gauche en demeurant une structure de recherches, de formation et d'accueil. Les membres se partagent entre militants du PS, militants du PSU et animateurs d'associations diverses, allant des groupes « non-violents » aux Groupes d'action municipale. La question de l’intégration au PS devient pressante, l’objectif initial d’occuper un espace entre le PCF et le PS étant abandonné.  
La personnalité de Robert Buron permet d'agréger autour de lui plusieurs personnes d'horizons différents. Ainsi, Philippe Hugon indique que son engagement politique aurait été plus important si Robert Buron, qui l'avait contacté, n'était pas brutalement décédé.
André Jeanson prend la tête du mouvement à la mort de Robert Buron. Il l'engage dans la création du Comité de liaison pour l’autogestion socialiste (CLAS) en 1973, aux côtés de plusieurs groupuscules d’extrême-gauche et du PSU. En novembre 1973, la question se pose aux membres sur le positionnement du mouvement dans la mouvance du parti socialiste ou dans celle du PSU. Mis en minorité, les militants socialistes emmenés par Jean Offredo, quittent le mouvement. Le mouvement se rapproche finalement de la mouvance autogestionnaire.

### Fin
André Jeanson préside les séances de la première journée des Assises du socialisme, qui se tiennent les 12 et 13 octobre 1974 dans l’hôtel parisien P.L.M. Saint-Jacques. Ces rencontres rassemblent le Parti socialiste, des membres du PSU, des militants syndicalistes ou associatifs et des responsables de clubs politiques. La plupart des membres d’Objectif socialiste rentrent au parti socialiste, comme André Jeanson lui-même, et l’association est dissoute en 1975. La Convention nationale d'avril 1975 décide de mettre fin au mouvement initié par Robert Buron. Objectif socialiste cesse de fonctionner en 1977, faute de moyens. Il sera réactivé brièvement en 1986 puis en 1990, mais sans suites.

## Personnalités
- Robert Buron
- Jean Besson
- Maurice Buttin
- Geneviève Charles
- Gérard Fuchs
- André Jeanson
- Félix Lacambre
- Étienne-Jean Lapassat
- Jean Mastias
- Jean Offredo
- Jean-Pierre Prévost
- Jacques Robin
- Gérard Rosenthal
- Gérard de Senneville
- Robert Tromelin

## Wallonie-Bruxelles
Objectif 72 Wallonie-Bruxelles est lancé en 1969 sur le modèle français de Robert Buron. Le mouvement est animé par François Martou et à la suite de l’appel de Germain Capelleman, on y trouve des militants fédéralistes d’origines démocrate-chrétienne et socialiste. Plusieurs membres : Max Bastin, Vincent Goffart, Michel Quévit. Le groupe Bastin-Yerna prend la suite de ce mouvement en Belgique.